# Тролови: Празник
Тролови: Празник (енгл. Trolls Holiday) је амерички божићни специјал који је имао премијеру на мрежи  24. новембра 2017. године. Базиран на филму Тролови, полусатни божићни специјал је режирао Џоел Крафорд и продуциран од стране DreamWorks Animation-а. Сви главни глумци поновили су своје улоге својих ликова, пре свега Ана Кендрик, Џастин Тимберлејк и Зои Дешанел, као Мака, Закерало и Бриџет, тим редоследом.

## Објава
Специјал је имао премјеру на мрежи  24. новембра 2017. године (Црни петак).